# ORP Warszawa (1968)
ORP Warszawa (stały numer burtowy: 271) – polski niszczyciel rakietowy projektu 61MP (w kodzie NATO: typu Modified Kashin), pełniący służbę w Marynarce Wojennej w latach 1988–2003; poprzednio radziecki Smiełyj, wodowany w 1968 roku i służący w marynarce wojennej ZSRR od 1969 roku. Był drugim niszczycielem rakietowym, a trzecim okrętem o tej nazwie. Był okrętem flagowym polskiej Marynarki Wojennej i jej ostatnim niszczycielem.

## Historia

### Budowa i służba w ZSRR
Drugi niszczyciel rakietowy o nazwie ORP „Warszawa” został zbudowany w stoczni nr 445 im. 61 komunardów w Mikołajowie (ówczesna Ukraińska SRR) i początkowo pełnił służbę w radzieckiej marynarce pod nazwą „Smiełyj” (odważny), jako duży okręt zwalczania okrętów podwodnych (BPK – bolszoj protiwołodocznyj korabl). Położenie stępki miało miejsce 15 listopada 1966 roku, a wodowanie 6 lutego 1968 roku. Budowę prowadzono pod numerem stoczniowym 1711. Został wciągnięty na listę floty ZSRR 20 grudnia 1968, a wszedł do służby 27 grudnia 1969 roku. 
9 stycznia 1970 roku „Smiełyj” wszedł w skład Floty Czarnomorskiej. W 1972 roku odbył służbę bojową w 5. Eskadrze Operacyjnej na Morzu Śródziemnym. Między 11 grudnia 1972 a 31 grudnia 1974 roku został zmodernizowany w macierzystej stoczni w Mikołajowie do projektu 61MP, otrzymując m.in. cztery wyrzutnie rakiet woda-woda, cztery kierowane radarowo działka kalibru 30 mm AK-630 i lepszą stację hydrolokacyjną Płatina z anteną holowaną. Kontynuował następnie służbę we Flocie Czarnomorskiej, operując również na Morzu Śródziemnym. We wrześniu 1976 roku odwiedził Mesynę, w kwietniu 1978 roku Algier, a w kwietniu 1979 roku Rijekę w Jugosławii. W 1981 roku „Smiełyj” po kolejnej służbie bojowej na Morzu Śródziemnym przeszedł na Bałtyk i został przeniesiony do Floty Bałtyckiej. Od grudnia 1982 do stycznia 1985 przeszedł remont kapitalny w Rydze.  W bliżej nieokreślonym czasie dwie wyrzutnie pocisków przeciwlotniczych Wołna zostały zmodernizowane do standardu Wołna-P, z dodatkowym kanałem optycznym (przyjętego na uzbrojenie w 1976 roku). W październiku 1987 roku okręt przybył do Polski w celu przekazania, lecz został skreślony formalnie z listy floty ZSRR dopiero 5 marca 1988 roku.

### Służba w Polsce
W tym czasie polska Marynarka Wojenna poszukiwała nowego okrętu flagowego, w związku z wycofaniem poprzedniego niszczyciela projektu 56 ORP „Warszawa”. Zakładano zakup w ZSRR dozorowca (fregaty) projektu 1135, lecz kryzys gospodarczy spowodował odstąpienie od tych planów (cena w 1986 roku miała wynosić 5,28 mld zł). Zamiast tego, ZSRR zgodził się wydzierżawić Polsce dosyć już stary okręt przeciwpodwodny projektu 61MP, przy czym czynsz miał wynosić 346,6 mln zł rocznie. 6 października 1987 roku zawarto umowę siedmioletniej dzierżawy dla Polski niszczyciela „Smiełyj”. W połowie października okręt został przyprowadzony przez radziecką załogę, po czym do 27 listopada trwało przeszkalanie załogi, a w grudniu odbywał się proces przekazywania okrętu. „Warszawa” stała się pierwszym w historii Marynarki Wojennej okrętem wyposażonym w lądowisko dla śmigłowca oraz sonar z anteną holowaną.
Uroczyste podniesienie polskiej bandery oraz nadanie nowej nazwy ORP „Warszawa” i numeru burtowego 271 nastąpiło 9 stycznia 1988 w Porcie Wojennym Gdynia. Matką chrzestną była Krystyna Antos, pracownica Huty Warszawa. Trzon załogi stanowiła kadra zawodowa służąca na poprzednim niszczycielu „Warszawa”, w tym dowódca kmdr ppor. Jerzy Wójcik. Początkowo okręt zaklasyfikowano jako duży okręt zwalczania okrętów podwodnych, a dopiero po 9 miesiącach zmieniono klasyfikację na niszczyciel rakietowy. Wchodził w skład 3 Flotylli Okrętów jako samodzielny pododdział. Stał się okrętem flagowym Marynarki Wojennej. 13 lipca 1988 roku z niszczyciela odpalono pierwsze rakiety w polskiej służbie, na poligonie radzieckim pod Bałtyjskiem. W połowie 1989 roku „Warszawa” weszła w skład Zjednoczonej Eskadry Okrętów Floty Bałtyckiej Układu Warszawskiego, z okrętami radzieckimi i NRD, biorąc następnie udział w ćwiczeniu Poligon '89. 9 kwietnia 1990 roku odbyło się w Gdyni pierwsze lądowanie śmigłowca PZL W-3 Sokół na pokładzie „Warszawa”, będące prawdopodobnie pierwszym lądowaniem śmigłowca na pokładzie okrętu Marynarki Wojennej. Okręt odbył kilka wizyt zagranicznych w 1989 i 1992 roku, w tym pierwszą od 13 lat wizytę polskiego okrętu w Londynie 9-12 maja 1989 roku i pierwszą wizytę polskiego okrętu w porcie zachodnioniemieckim – Kilonii 7-10 kwietnia 1992 roku. Na przełomie 1992 i 1993 Polska odkupiła niszczyciel od Rosji za niską cenę, w zamian za anulowanie rosyjskich długów względem Stoczni Marynarki Wojennej w Gdyni (razem z okrętami podwodnymi ORP „Dzik” i „Wilk”).
Jesienią 1993 roku okręt rozpoczął remont średni w Stoczni Marynarki Wojennej w Gdyni, trwający do 1995, połączony z wymianą radarów nawigacyjnych Wołga na polskie. Pomimo spekulacji wyrażanych w piśmiennictwie, dotyczących celowości wymiany rakiet przeciwlotniczych i przeciwokrętowych na nowocześniejsze oraz zabudowy hangaru dla stale bazującego śmigłowca ZOP w miejsce wieży rufowej, nie doszło z przyczyn finansowych do żadnej większej modernizacji w polskiej służbie. Niszczyciel w dalszym okresie nie był intensywnie używany. Między innymi w dniach 23-28 maja 1999 roku brał udział w ćwiczeniach Marynarki Pirania ′99. Z większych manewrów międzynarodowych, wziął tylko udział 2-3 sierpnia 1999 roku w ćwiczeniach na Bałtyku z NATO-wskim zespołem Stałych Sił Morskich Atlantyku STANAVFORLANT, podczas którego m.in. na pokładzie „Warszawy” lądowały śmigłowce z innych okrętów. Po raz ostatni niszczyciel opuścił biało-czerwoną banderę 5 grudnia 2003 w macierzystym porcie, kończąc tym samym swoją niemal 16-letnią służbę w polskiej Marynarce Wojennej. Skreślony z listy floty został 1 grudnia 2003, a 5 grudnia opuszczono banderę.
W polskiej służbie okręt przeszedł prawie 40 000 Mm, wystrzelił ćwiczebnie m.in. 48 pocisków plot (w tym dwa przed formalnym przekazaniem 15 grudnia 1987), 8 pocisków przeciwokrętowych, 32 torpedy. Marynarka Wojenna posiadała 22 pociski przeciwlotnicze W-601 po pierwszym niszczycielu „Warszawa” i dodatkowo dokupiła 70.
Wobec nieznalezienia nabywcy przez Agencję Mienia Wojskowego, został w 2005 roku sprzedany na złom. 29 sierpnia 2005 został przeholowany z Gdyni do Gdańska, a następnie zezłomowany na terenie byłej Stoczni Gdańskiej.

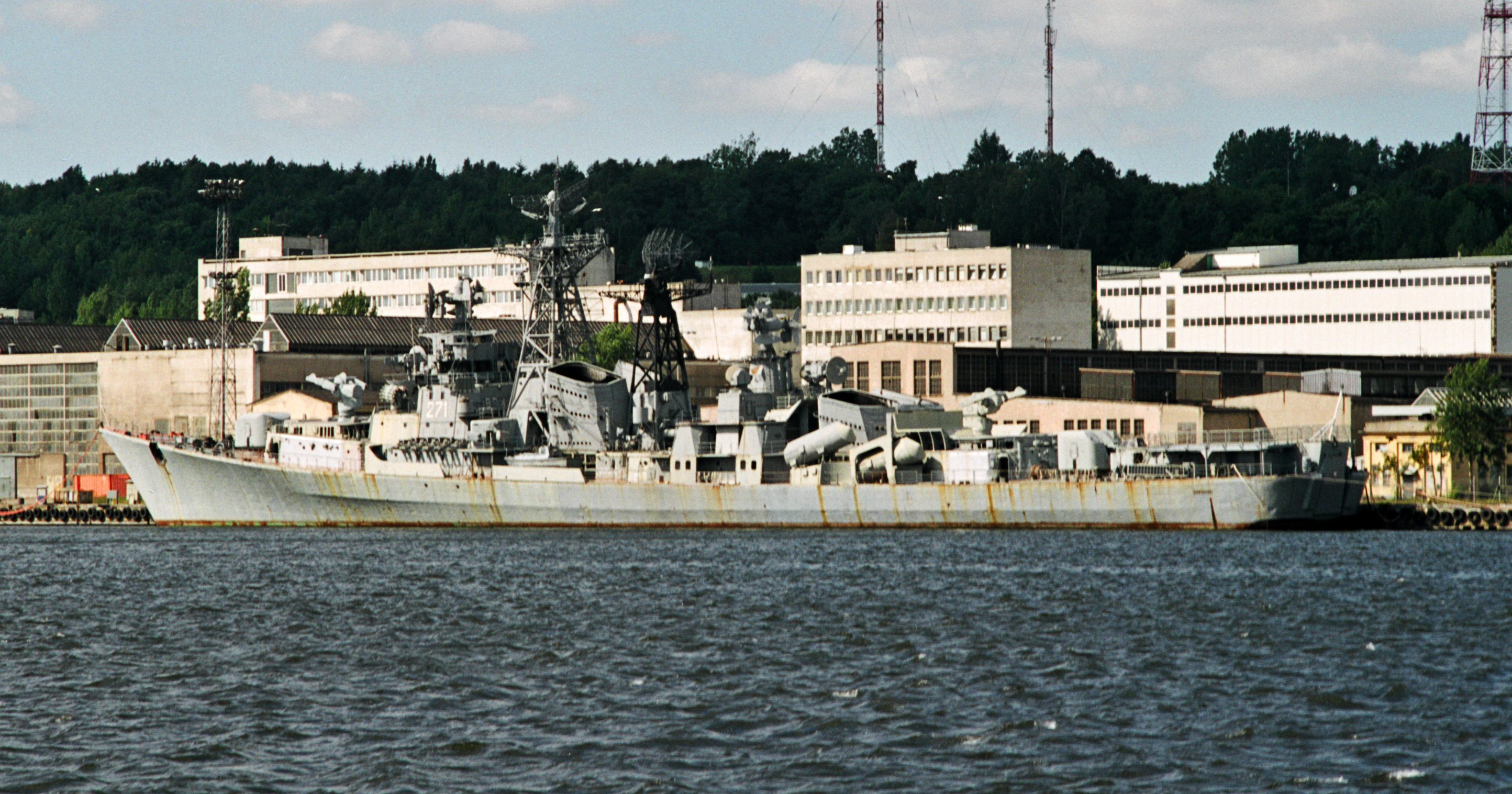
ORP „Warszawa” już po ostatnim opuszczeniu bandery, przy nabrzeżu w basenie IX w Porcie Wojennym Gdynia. Czeka na odholowanie do miejsca, gdzie będzie już tylko rezerwą. Widoczny brak wież sześciolufowych armat przeciwlotniczych kalibru 30 mm AK-630 M.
15 sierpnia 2004 r.

## Informacje ogólne
- projekt: CKB-53 w Leningradzie
- budowa: Stocznia im. 61 Komunardów w Mikołajowie.
- położenie stępki: 15 listopada 1966
- wodowanie: 6 lutego 1968
- modernizacja: 1972–1974 (do standardu 61MP)
- podniesienie bandery:
  - radzieckiej: 27 grudnia 1969
  - polskiej: 9 stycznia 1988
- przydział:
  - Marynarka Wojenna ZSRR: Flota Czarnomorska, następnie Flota Bałtycka
  - Marynarka Wojenna: 3 Flotylla Okrętów (kolejni polscy dowódcy okrętu: kmdr por. Jerzy Wójcik, kmdr por. Zdzisław Płaczek, kmdr por. Krzysztof Maćkowiak)

## Dane techniczne
- wymiary:
  - długość – 146,2 metra
  - szerokość – 15,8 metra
  - zanurzenie:
    - bez podkadłubowej stacji hydrolokacyjnej – 4,8 metra
    - z podkadłubową stacją hydrolokacyjną – 6,8 metra
- wyporność:
  - standardowa – 3850 ton
  - normalna – 4250 ton
  - pełna – 4950 ton
- napęd główny: cztery turbiny gazowe, po dwie typu DE-59P i DE-59L o mocy 17 650 kW (24000 KM) każda napędzające dwie śruby napędowe
  - prędkość:
    - maksymalna – 35 węzłów
    - ekonomiczna – 18 węzłów

  - zasięg:
    - przy prędkości ekonomicznej – 5000 mil morskich
    - przy prędkości maksymalnej – 2700 mil morskich
- autonomiczność – 20 dób
- załoga – 315 osób

## Uzbrojenie
- dwie podwójne armaty uniwersalne kalibru 76 mm AK-726, zapas 2400 nabojów[3]
- cztery szybkostrzelne, sześciolufowe armaty morskie kalibru 30 mm AK-630M, zapas 12 000 nabojów
- cztery pojedyncze wyrzutnie KT-97B dla pocisków przeciwokrętowych P-21 i P-22 Termit, zapas 4 rakiety[3]
- dwie podwójne wyrzutnie ZIF-101 dla rakiet przeciwlotniczych W-601 systemu M-1 Wołna-P, zapas 32 pociski[3]
- pięciorurowa wyrzutnia torpedowa PTA-53-61 kalibru 533 mm dla torped przeciw okrętom podwodnym SET-53M, zapas 5 torped
- dwie dwunastoprowadnicowe wyrzutnie RBU-6000 rakietowych bomb głębinowych RGB-60, zapas 120 bomb
- lądowisko dla śmigłowca W-3RM Anakonda.

## Wyposażenie wykrywania celów i kierowania uzbrojeniem
- system kierowania przeciwokrętowym uzbrojeniem rakietowym Koral-E
- stacja radiolokacyjna dozoru powietrznego MR-310 Angara (Head Net-C)
- stacja radiolokacyjna dozoru powietrznego MR-500 Kliwer (Big Net)
- dwie stacje radiolokacyjne naprowadzania rakietowego uzbrojenia przeciwlotniczego Jatagan-P[3]
- dwie stacje radiolokacyjne kierowania ogniem artylerii głównego kalibru MR-105 Turiel[3]
- dwie stacje radiolokacyjne kierowania ogniem artylerii małego kalibru MR-123 Wympieł-A[3]
- stacja hydrolokacyjna z anteną podkadłubową i anteną holowaną MGK-335 Płatina[3]
- stacja hydroakustyczna MG-409K do współpracy z bojami hydroakustycznymi (zdemontowana w 1994 roku)[3]
- system rozpoznawczy swój-obcy Nichrom-RR[3]
- system walki radioelektronicznej MP-401P Start z 4 wyrzutniami celów pozornych PK-16[3]
- system kierowania uzbrojeniem przeciw okrętom podwodnym Buria-61M[3]

## Wizyty zagraniczne (od 1989r.)
Źródło:
- 9-12 maja 1989: Londyn
- 11-14 września 1989: Sztokholm
- 21-24 września 1989: Ryga
- 5-9 października 1989 Warnemünde i Rostock
- 7-10 kwietnia 1992: Kilonia
- 1-10 września 1992: Amsterdam

## Dowódcy
Źródło:
- od 1988: kmdr por. Jerzy Wójcik
- od października 1990: kmdr por. Zdzisław Płaczek
- od 19 listopada 1998: kmdr ppor. Krzysztof Maćkowiak[13]

## Moneta NBP
26 kwietnia 2013 roku Narodowy Bank Polski wydał monetę okolicznościową 2 zł, w serii „Polskie Okręty”: Niszczyciel rakietowy „Warszawa”. Dane techniczne:
- Próba CuAl5Zn5Sn1
- Stempel zwykły
- Średnica 27,00 mm
- Masa 8,15 g
- Nakład do 800 000[21][22]